# モリダイラ楽器
株式会社モリダイラ楽器は、東京都千代田区の楽器卸売会社である。モーリスギターを1966年に発表 し、現在でもモーリス楽器製造の独占販売代理店である。

## 沿革
- 1965年4月：森平利男により創業。7月に株式会社となる。モーリスギターを発表。
- 1968年：輸出入業務を開始。
- 1989年：森平利男が取締役会長に、皆川洋一が代表取締役社長にそれぞれ就任。
- 1997年：モリダイラ楽器とモーリス楽器製造で統一したCIを導入。ともに頭文字のMを鷲の頭に重ねたブランドロゴを使用[2]。
- 2000年：皆川洋一が関連企業であるモーリス楽器製造の社長に[1]、皆川民雄が代表取締役社長にそれぞれ就任。
- 2017年：皆川民雄がCFO（最高財務責任者）に、岡敏正が代表取締役社長にそれぞれ就任。

## 概要
1965年創業、モーリスブランドのギターを発表、1972年よりモーリス楽器製造で量産開始。1983年には楽器設計者の椎野秀聰の協力を得てH.S.Anderson、ドイツのピックアップ設計者のビル・ローレンスの監修を得て、Bill Lawrenceなどのブランドでエレキギターの発売も行った。一時は販売停止されたが、2009年にはH.S.AndersonのMAD CATが復活した。
また、1980年代後半にはギター製作家・横山正（現・Yokoyama Guitars代表）の手によりAIRCRAFTのブランド名でコンポーネントギターを製作していた。主な使用ミュージシャンとして春畑道哉、増崎孝司（DIMENSION）、安藤正容（T-SQUARE）などがいたが、2005年に一旦生産を終了。2016年にブランド名を復活し再度製作・販売を開始している。
現在ではホーナー、J・ダンロップ、LP（Latin Percussion / ラテンパーカッション）、パイステなどの日本国外メーカーの製品の日本独占販売契約を締結し引き続き楽器卸売業を行っている。

## その他
- ホーナー社製クロマチックハーモニカを愛用して演奏活動を行っているプロのハーモニカ奏者・南里沙と山下伶が「モリダイラホーナーハーモニカカタログ」に登場している。
- 自社での店頭販売（小売）は実施しておらず、音楽教室と全国の主要楽器店への卸売業務が主体となっている。